# 풍수원성당
풍수원성당(豊水院聖堂)은 강원특별자치도 횡성군 서원면 유현리에 있는 한국 천주교 원주교구의 성당이다. 1982년 11월 3일 강원도 유형문화재 제69호로 지정되었다.

## 개요
강원도에 있는 성당으로, 원래 이곳은 조선 고종 3년(1866) 병인양요로 천주교에 대한 탄압이 심해지면서 천주교 신도들이 피난처로 삼아 모여 살던 곳이다.
고종 27년(1890) 프랑스인 르메르 신부(Louis Le Merre)가 1대 신부로 부임하여 초가 20칸의 본당을 창설하였다. 그 후 고종 33년(1896)에 부임한 2대 정규하(1893∼1943) 신부가 직접 설계하여 본당을 지었는데, 융희 1년(1907) 중국인 기술자와 모든 신도들이 공사에 참여하여 현재의 교회를 완공하였다.
건축 양식은 고딕식으로, 앞면에는 돌출한 종탑부가 있고 출입구는 무지개 모양으로 개방되어 있다. 지붕은 두꺼운 동판을 깔았고, 내부에는 기둥들이 줄을 지어 있는데, 벽돌 기둥처럼 보이게끔 줄눈을 그려 넣었다.
풍수원 천주교회는 한국인 신부가 지은 강원도 최초의 성당이며, 한국에서 4번째로 건립된 유서 깊은 절충식 고딕 건축물이다.
한국인 신부가 지은 한국 최초의 천주교 성당이고, 한국에서 네 번째로 지어진 성당이다. 1907년 신자들의 손에 의해 직접 지어진 본 성당은 90여 년이 지난 지금에도 여전히 아름다운 모습으로 건재하며, 1920년 이래 계속되고 있는 성체현양대회 때면 전국에서 1,500여 명이 넘는 신도들이 이 교회로 찾아온다.
또한 이 교회 본당 옆에 위치한 구 사제관은 원형이 비교적 잘 유지된 벽돌조 건물로서의 가치를 인정받아 2005년 대한민국의 등록문화재 163호로 지정되었다.

## 역사적 배경
1801년 신유박해 이후 1802년 혹은 1803년경 경기도 용인에서 신태보(베드로)를 중심으로 하여 40여명의 신자들이 팔일 동안 피난처를 찾아 헤매다가 정착한 곳이 바로 한국 최초의 천주교 신앙촌인 풍수원이다. 이 곳 풍수원에서 80여 년 동안 신자들은 성직자 없이 신앙생활을 영위해오다가 1888년 불란서 성직자 르메르 이 신부님을 맞이하여 정식으로 교회가 설립케 되었다.
1866년(고종 3년) 교회 대박해(병인박해)와 1871년(고종 8년) 신미양요 때 신자들이 피난처를 찾아 헤매던 중 산간벽지로서 산림이 울창하여 관헌들의 눈을 피하기에 알맞은 곳이라 사방으로 연락하여 신자들을 모아 한 촌락을 이루어 일부는 화전으로, 일부는 토기점으로 생계를 유지하며 20년간을 지내다가 1888년 6월 20일 조선교구장 민 대주교께서 본당을 설립하고 초대 주임신부로 불란서 르메르(Le Merre) 이 신부가 부임하여 춘천, 화천, 양구, 홍천, 원주, 양평등 12개군을 관할하였으며 당시 신자 수는 약 2,000명이었고 초가집 20여간을 성당으로 사용하였다.
1896년 2대 주임으로 정규하(아우구스띠노)신부가 부임하여 중국인 기술자 진베드로와 함께 현재의 성당(벽돌 연와조 120평)을 1905년에 착공, 1907년에 준공하여 1909년 낙성식을 가졌다.
신자들이 벽돌을 굽고 아름드리 나무를 해오는 등 자재를 현지에서 조달했다. 강원도 전체와 경기도 일대의 성당은 풍수원 성당에서 분당된 것이다. 그런데 본 성당은 지난 1982년 강원도에 의해 지방문화재 제69호로 지정된 바 있다. 아울러 그리스도의 성체와 성혈 대축일을 기해 1920년에 제1회 성체대회가 실시되어 매년 행사가 치러지고 있다.(6.25동란으로 3년간 본 행사가 치러지지 못했다.)

## 같이 보기
- 횡성 풍수원성당 구 사제관

## 참고 자료
- 횡성풍수원천주교회 - 국가유산청 국가유산포털